# Ławki (jeździectwo)
Ławki – części siodła, którymi terlica opiera się na grzbiecie konia, rozkładają ciężar jeźdźca po obu stronach kręgosłupa. Do budowy ławek najczęściej używane jest drewno lub plastik.